# Ringen centrum
Ringen centrum är ett inomhuscentrum beläget i hörnan Götgatan/Ringvägen i Stockholms innerstads sydligaste del (på Södermalm). Centrumet är i ett plan och rymmer dagligvaruhandel, klädaffärer, viss service som post- och pakethantering med mera. Det finns också caféer och restauranger. I direkt anslutning till Ringen ligger Skanstull, Stockholms fjärde mest frekventerade tunnelbanestation. 

## Historik
Ringen centrum ligger i bottenplanet på ett bostadshus som uppfördes 1979-1981 efter ritningar av arkitektfirman Höjer & Ljungqvist. Den direkta närheten till tunnelbanestation Skanstull och bussförbindelser (såsom busslinje 3 och 4) gör att Ringen centrum har ett stort antal besökare. Garage med timparkering med mera finns i direkt anslutning till centret. Vissa problem med stölder, missbrukare och liknande har funnits genom åren.
Ringen centrum öppnades 1982. Centrumet byggdes delvis om 1996 och då etablerade sig flera av de största kedjeföretagen inom mode där. Ringen ligger precis som så mycket annat i Stockholm på historisk mark. Kvarteret Rektangeln bestod ursprungligen av kvarteren Rektangeln och Uret med anor från 1600-talets rutnätsplan. I Holms tomtbok från 1674 nämns det här området som en del av brännvinsbrännaren Sven Perssons trädgård. Senare, under delar av 1800- och 1900-talet, låg här Piehls nya bryggeri.
Vid invigning av kvarteret Rektangeln och Ringen 1982 beskrevs området som "Porten till Södermalm och Stockholm". Detta gäller i ännu högre grad än idag. Här finns Söderleden som går rakt under Ringen samt Skanstullsbron, Götgatan och Ringvägen.
Ringens centrum ägdes fram till 2007 av Centrumkompaniet, ett dotterbolag till det kommunala Familjebostäder. 2007 beslutade Stockholms stad att sälja hela Centrumkompaniet till det brittiska fastighetsbolaget Boultbee. 2008 delades fastigheten i kvarteret Rektangeln upp genom en tredimensionell fastighetsbildning och den övre bostadsdelen såldes till en bostadsrättsförening. I december 2011 förvärvade AMF Fastigheter handelsplatsen och påbörjade en upprustning av platsen. Exempelvis skapades matscenen Teatern i Ringens Centrum 2015.

## Bilder

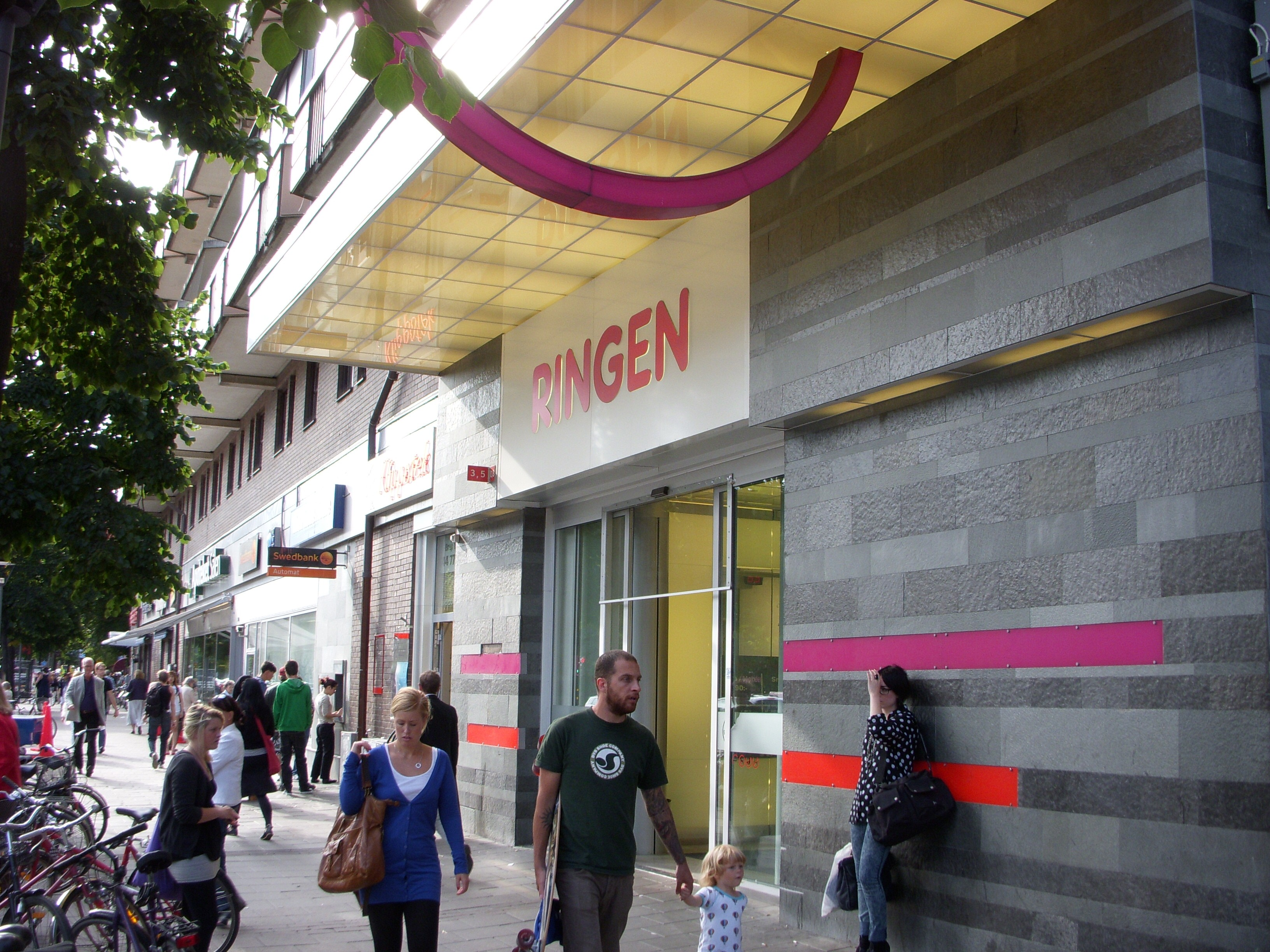
Entrén från Ringvägen
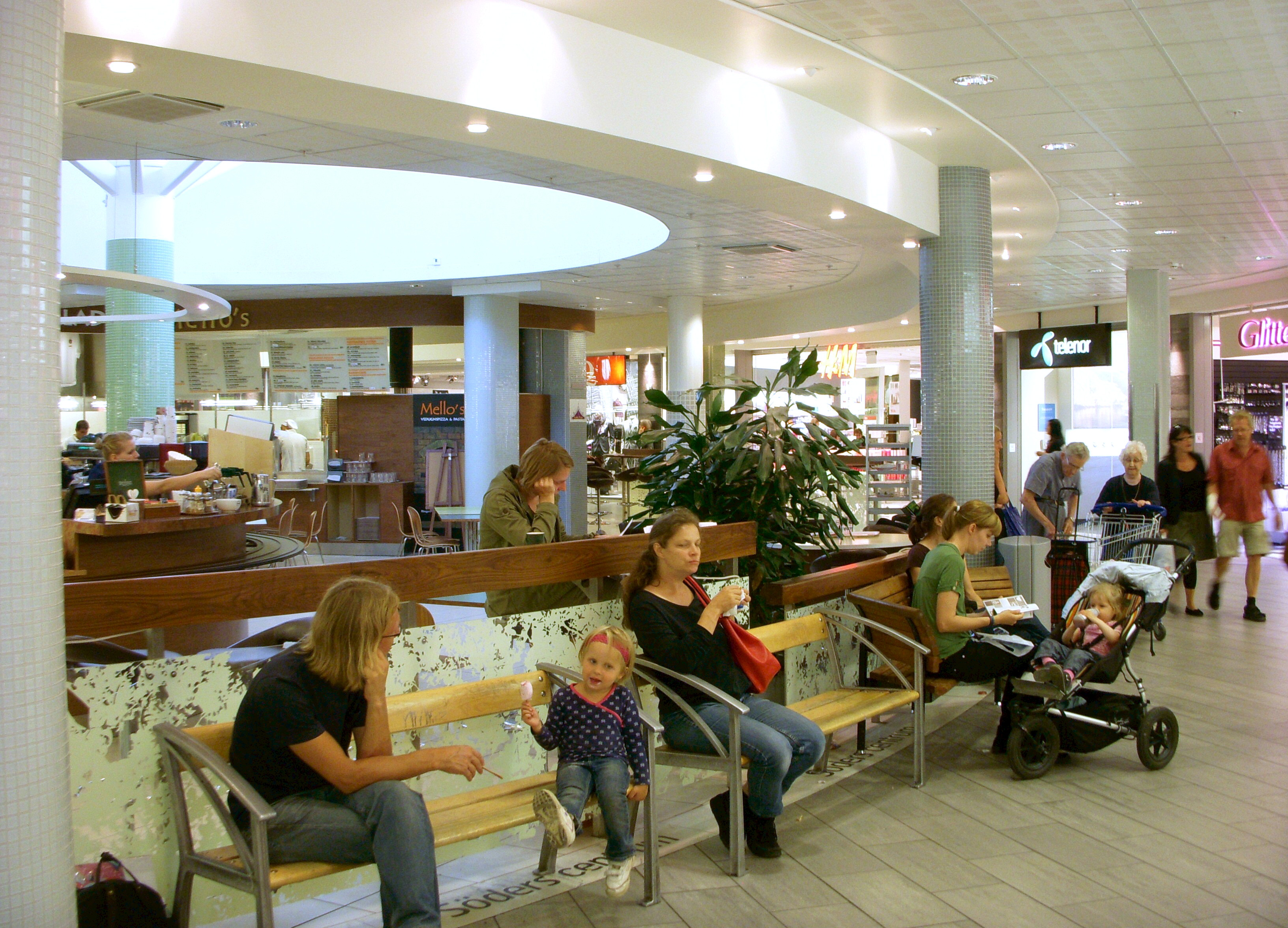
Mattorget före ombyggnaden
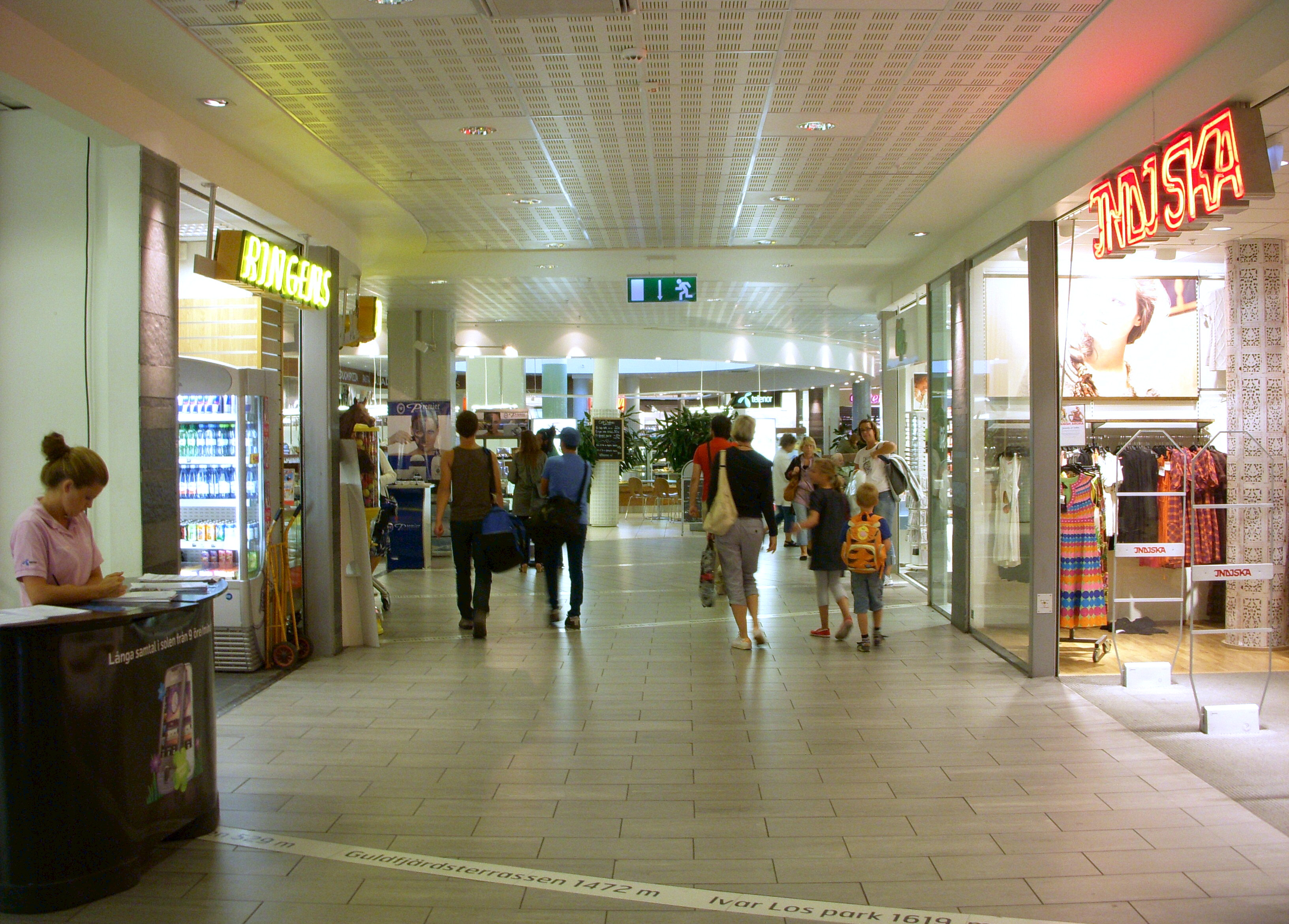
Shoppingstråket mot Götgatan
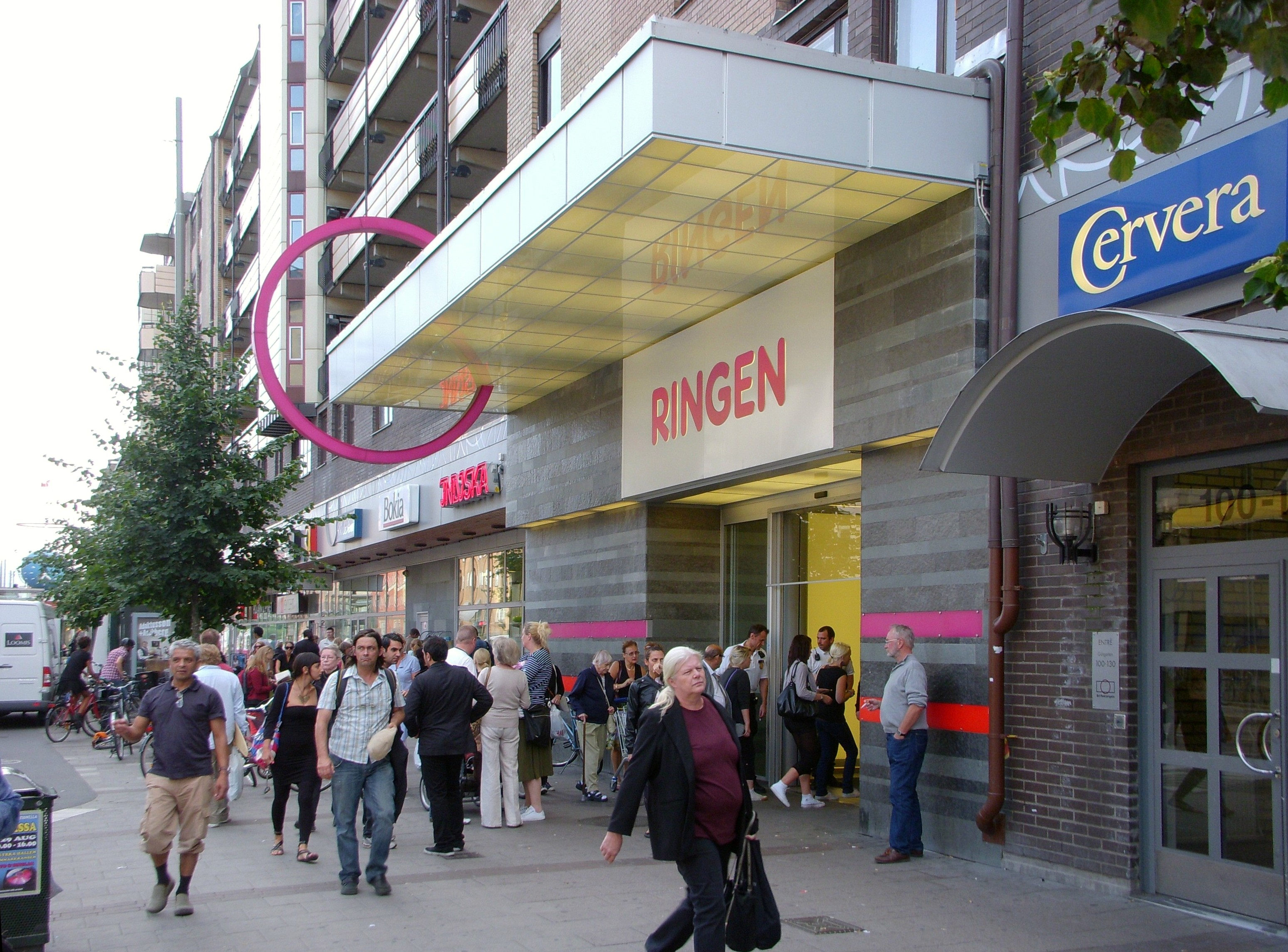
Entrén från Götgatan